# Out of Africa
Out of Africa (Brasil: Entre Dois Amores / Portugal: África Minha) é um filme de drama romântico estadunidense de 1985, dirigido e produzido por Sydney Pollack e estrelado por Robert Redford e Meryl Streep. O filme é vagamente baseado no livro autobiográfico Den afrikanske Farm, escrito por Isak Dinesen (pseudônimo da autora dinamarquesa Karen Blixen), que foi publicado em Londres em 1937, e em Nova Iorque em 1938, bem como na obra Shadows on the Grass, de Dinesen, e em outras fontes. A produção foi lançada no centenário da autora. Este filme recebeu 28 prêmios de cinema, incluindo sete prêmios da Academia.
O livro e o filme relatam a história real da baronesa dinamarquesa Karen von Blixen-Finecke, uma mulher independente e forte que dirige uma plantação de café no Quênia, por volta de 1914. Para sua total surpresa, ela se descobre apaixonada pela África e pela sua gente. Casada por conveniência com o Barão Bror von Blixen-Finecke, apaixona-se pelo misterioso caçador Denys Finch Hatton.
O livro foi adaptado para o cinema pelo escritor Kurt Luedtke, e dirigido pelo norte-americano Sydney Pollack. Streep interpreta Karen Blixen; Redford interpreta Denys Finch Hatton, e Klaus Maria Brandauer interpreta barão Bror Blixen. O filme também conta com Michael Kitchen como Berkeley Cole; Malick Bowens como Farah; Stephen Kinyanjui como o Chefe Kinanjui, Michael Gough como Lord Delamere, Suzanna Hamilton como Felicity, e a modelo Iman como Mariammo.
A ideia do filme passou por vários diretores de Hollywood. Em um dos projetos Greta Garbo seria a possível protagonista.
O papel de Karen teria sido primeiramente oferecido à Audrey Hepburn, antes de ser aceite por Streep - que treinou o sotaque dinamarquês escutando gravações de Dinesen.

## Sinopse
A história começa em 1913, na Dinamarca, quando Karen Dinesen (uma mulher rica, mas solteira) pede a seu amigo barão Bror Blixen (Klaus Maria Brandauer) para se casar por conveniência com ela. Embora Bror seja um membro da aristocracia, ele não é mais seguro financeiramente, e concorda com o casamento. Os dois planejam se mudar para a África para começar uma fazenda de gado leiteiro.
Após mudar-se para a África Oriental Britânica, Karen se casa com Bror em uma breve cerimônia, tornando-se, assim, a baronesa Blixen. Ela conhece e faz amizade com vários outros moradores coloniais do país, a maioria dos quais são britânicos. Ela também conhece Denys Finch Hatton (Robert Redford), um caçador local, com quem desenvolve uma estreita amizade. No entanto, as coisas saem de forma diferente para ela do que o previsto, uma vez que Bror usou o dinheiro para comprar uma fazenda de café em vez de uma fazenda de gado leiteiro. Ele mostra pouca inclinação ao trabalho no cafezal, e prefere tornar-se um caçador. Apesar do casamento ser por conveniência, Karen desenvolve sentimentos por Bror, e fica angustiada quando descobre seus casos extraconjugais. Para piorar a situação, Karen contrai sífilis do marido mulherengo (na época era uma doença muito perigosa), e é forçada a voltar para a Dinamarca por um longo e difícil período de tratamento com o então novo medicamento Arsfenamina. Bror concorda em cuidar da plantação em sua ausência.
Depois que ela se recupera e retorna para a África, a Primeira Guerra Mundial chega ao fim. No entanto, torna-se claro que seu casamento com o marido mulherengo não mudou, e ela acabou lhe pedindo para sair de sua casa. Sua amizade com Denys se desenvolve, e os dois finalmente se tornam amantes. No entanto, apesar de muitas tentativas frustradas de transformar seu caso em uma relação duradoura, ela percebe que Denys é tão impossível de possuir ou domar como a própria África. Denys prefere os "costumes africanos" simples de estar livre, a vida nômade da tribo Maasai na paisagem aberta, ao invés dos costumes europeus de luxo, propriedade e títulos. Embora ele se mude para a casa de Karen, ele critica o seu desejo de coisas "próprias", o que inclui até mesmo as pessoas. Ele se recusa a se comprometer com o casamento ou desistir de seu estilo de vida livre e diz a ela que ele não vai amá-la mais só por causa de um pedaço de papel. Karen relutantemente aceita a situação. Karen não pode ter filhos, devido aos efeitos da sífilis, então ela decide abrir uma escola para ensinar leitura, escrita, aritmética e também alguns costumes europeus para as crianças tribais africanos da região. No entanto, sua plantação de café vai à ruína em dificuldades financeiras, e ela é forçada a confiar em empréstimos bancários para fazer face às despesas. Embora tenha levado anos para cultivar, o plantio, finalmente, produz uma boa colheita, mas um incêndio devastador interrompe a plantação, e as colheitas e todos os equipamentos da fábrica são destruídos.
Sem dinheiro e com seu relacionamento com Denys excedendo, Karen se prepara para deixar a África para voltar para a Dinamarca, assim como a África Oriental Britânica está se tornando Quênia Britânica. Ela vende tudo o que possuía e esvazia a casa com todos os seus itens de luxo. Denys faz a última visita com a casa já vazia. Ele promete voltar em poucos dias para voar com ela a Mombasa, em seu biplano para iniciar sua viagem de volta. No entanto, Denys nunca retorna, e Karen é informada de que o avião caiu e que ele morreu no acidente. Sua perda concluída, Karen faz seu funeral nas Colinas de Ngong.
Karen mais tarde se tornou uma autora e contadora de histórias, escrevendo sobre suas experiências e letras na África. Ela nunca mais retorna a África.

## Elenco principal
- Robert Redford – Denys Finch Hatton
- Meryl Streep – Karen Blixen
- Klaus Maria Brandauer – Bror Blixen/Hans Blixen
- Michael Kitchen – Berkeley Cole
- Shane Rimmer – Belknap
- Malick Bowens – Farah
- Joseph Thiaka – Kamante
- Stephen Kinyanjui – Chefe Kinanjui
- Michael Gough – Lord Delamere
- Suzanna Hamilton – Felicity
- Rachel Kempson – Lady Belfield
- Graham Crowden – Lord Belfield
- Benny Young – Ministro
- Leslie Phillips – Sir Joseph (isto foi feito para ser presumivelmente Sir Joseph Aloysius Byrne, que assumiu o cargo como o governador no início de 1931)
- Annabel Maule – Lady Byrne
- Iman – Mariammo

## Produção
O filme conta a história de uma série de seis episódios da vida de Karen, intercaladas com a narração. Os dois últimos relatos, o primeiro de uma reflexão sobre as experiências de Karen no Quénia e na segunda uma descrição do túmulo de Karen, foram tiradas de seu livro Den afrikanske Farm, enquanto os outros foram escritos para o filme em imitação de seu estilo de escrita muito lírica. O ritmo do filme é muitas vezes um pouco lento, refletindo o livro de Blixen, "Nativos gostam de velocidade, já que não gostam de barulho…"
Klaus Maria Brandauer foi apenas a escolha do diretor Sydney Pollack para Blixen, mesmo tendo problemas para escolher um substituto quando parecia que a agenda de Brandauer iria impedi-lo de participar. Robert Redford se tornou Finch Hatton uma vez que Redford pensou que ele tinha um charme que nenhum ator britânico poderia transmitir. Meryl Streep conseguiu o papel, mostrando-se para seu encontro com o diretor usando uma blusa decotada e um sutiã push-up, como Pollack tinha pensado originalmente a atriz não têm sex appeal suficiente para o papel.
Out of Africa foi filmado usando descendentes de várias pessoas da tribo Kikuyu que são nomeados no livro, perto das Colinas de Ngong reais fora de Nairobi, mas não dentro de Karen (segunda) casa de três quartos "Mbagathi" (agora o Museu Karen Blixen). As filmagens tiveram lugar em sua primeira casa "Mbogani", perto do museu, que é uma fábrica de laticínios hoje. Uma parte substancial das filmagens ocorreu na casa de Scott, que ainda está ocupado, e uma recriação de Nairobi em 1910 foi construído em um ano. As cenas passadas na Dinamarca foram filmados em Surrey, Inglaterra.

## As diferenças entre o filme e eventos da vida real
Este filme cita o início do livro, "Eu tive uma fazenda na África, no sopé das Colinas de Ngong" [p. 3], e Karen recita, "Ele está orando bem que ama bem, tanto o homem e ave e besta" de The Rime of the Ancient Mariner, que se torna o epitáfio inscrito na lápide de Finch Hatton [p. 370].
Este filme difere significativamente do livro, deixando de fora o enxame de gafanhotos devastadores, alguns tiroteios locais, e os escritos de Karen sobre o exército alemão. A produção também minimiza o tamanho dos seus 4000 hectares (16 km2) da fazenda, com 800 trabalhadores Kikuyu e um vagão de 18 bois. Cenas mostram Karen como possuir apenas um cão, mas na verdade, ela tinha dois cães semelhantes chamados Dawn e Dusk.
O filme também toma liberdades com Denys e romance de Karen. Eles se conheceram em um clube de caça, não nas planícies. Denys foi afastado do Quênia por dois anos em missão militar no Egito, que não é mencionado. Denys pegou o vôo e começou a conduzir safaris depois que ele foi morar com Karen. O filme também ignora o fato de que Karen estava grávida pelo menos uma vez com o filho de Finch Hatton, mas ela sofria de abortos. Além disso, Denys era decididamente inglês, mas este fato foi minimizado pela contratação do ator Robert Redford, ator indiscutivelmente estadunidense, que já havia trabalhado com Pollack. Quando Redford aceitou o contrato para interpretar, ele o fez com a intenção de interpreta-lo como um inglês. Esta concepção mais tarde foi vetada pelo diretor Sydney Pollack, que pensou que iria ser uma distração para o público. Na verdade, Redford supostamente teve que regravar algumas de suas falas desde o início das filmagens, no qual ele ainda falava com um traço de sotaque inglês.
As cenas título do filme mostram a principal estação ferroviária, a partir de Mombasa a Nairóbi, como viajar pelo Vale do Rift do Quênia, na parte de trás íngreme das Colinas de Ngong reais. No entanto, a via férrea real está localizado no lado oposto superior das Colinas de Ngong. O carro de passeio era na verdade um pequeno escritório / cama combinação que foi originalmente usado por supervisores durante a construção do Uganda Railway e era o carro real de um homem que foi preso e morto por uma leoa.
O filme mostra Karen recitando To An Athlete Dying Young no funeral de Finch Hatton, mas não há nenhuma menção a isso no livro.

## Trilha sonora
A música de Out of Africa foi composta e conduzida pelo veterano compositor inglês John Barry. A pontuação incluiu uma série de peças externas, como Concerto para Clarinete de Mozart e canções tradicionais africanas. A trilha sonora fez Barry ganhar um Oscar de Melhor Trilha Sonora Original e fica em décimo quinto lugar na lista dos 25 melhores trilhas sonoras de filmes americanos do American Film Institute. A trilha sonora foi lançado pela MCA Records e possui 12 faixas em um tempo de execução de apenas um pouco mais de 33 minutos. A regravação conduzido por Joel McNeely e realizada pela Royal Scottish National Orchestra foi lançado em 1997 através de Varèse Sarabande e apresenta dezoito faixas de pontuação em um tempo de execução pouco menos de 39 minutos.
Lançado pela MCA Records
1. "Main Title (I Had a Farm in Africa)" (3:14)
2. "I'm Better at Hello (Tema de Karen I)" (1:18)
3. "Have You Got a Story For Me" (1:14)
4. "Concerto para Clarinete e Orchestra in A (K. 622)" (2:49) por Wolfgang Amadeus Mozart, realizada pela Academy of St Martin in the Fields
5. "Under the Sun" (4:21)
6. "Safari" (2:44)
7. "Karen's Journey/Siyawe" (4:50) contém música tradicional da África
8. "Flying Over Africa" (3:25)
9. "I Had a Compass from Karen (Tema de Karen II)" (2:31)
10. "Alone on the Farm" (1:56)
11. "Let the Rest of the World Go By" (3:17) – por Ernest R. Ball and J. Keirn Brennan
12. "If I Know a Song of Africa (Tema de Karen III)" (2:12)
13. "End Title (You Are Karen)" (4:01)

Regravação de Varèse Sarabande
1. "I Had a Farm (Main Title)" (3:12)
2. "Alone on the Farm" (1:00)
3. "Karen and Denys" (0:48)
4. "Have You Got a Story For Me" (1:21)
5. "I'm Better at Hello" (1:24)
6. "Under the Sun" (4:21)
7. "Mozart: clarinet concerto in A Major: K622 (Adagio)" (7:39) by Wolfgang Amadeus Mozart
8. "Karen's Journey Starts" (3:41)
9. "Karen's Journey Ends" (1:00)
10. "Karen's Return from Border" (1:33)
11. "Karen Builds a School" (1:19)
12. "Harvest" (2:02)
13. "Sunset"  (7:19)
14. "Love"    (8:16)
15. "Safari" (2:35)
16. "Karen's Journey/Siyawe" (4:50)
17. "I Had a Compass from Karen (Tema de Karen II)" (2:31)
18. "Flight Over Africa" (2:41)
19. "Beach at Night" (0:58)
20. "You'll Keep Me Then" (0:58)
21. "Let the Rest of the World Go By" (3:17)
22. "If I Knew a Song of Africa" (2:23)
23. "You Are Karen M'Sabu" (1:17)
24. "Petting my Cow (4:34)
25. "Out of Africa (Final dos créditos)" (2:49)